# Zagajnik (województwo dolnośląskie)
Zagajnik – wieś w Polsce położona w województwie dolnośląskim, w powiecie bolesławieckim, w gminie Nowogrodziec.

## Podział administracyjny
W latach 1975–1998 miejscowość należała administracyjnie do województwa jeleniogórskiego.

## Demografia
Najmniejsza wieś gminy Nowogrodziec. Według ostatniego Narodowego Spisu Powszechnego liczyła 188 mieszkańców (31 III 2011 r.).